# セブンティセブンA
セブンティセブンAとは、1997年に高砂電器産業（後のコナミアミューズメント）が発売したパチスロ機である。

## 概要
BIG、REG、シングルボーナスの集中役を加えたA-Cタイプのパチスロ機であり、リールには7絵柄が1～3個描かれている。（当項目では3点7、2点7、1点7と表記する）また揃った7絵柄の数によってBIG（7.8）REG（6）シングルボーナス（3～5）に振り分けられる。なお、JACゲームは6回もしくは12ゲームの消化となっている。音源にはディープパープルのハイウェイ・スターが使用され、7絵柄テンパイ時、ボーナス時、JACゲーム時と、ところ構わず音楽が流れる。また、A-Cタイプには珍しくリプレイはずしの効果があり、通常より20～30枚多く獲得できる。

## リーチ目
主なリーチ目は順押しで
- 中段に3点7と2点7がテンパイすればリーチ目。（右リールで1点7が外れればBIG確定）
- 上段に3点7と2点7がテンパイすればシングルボーナスハズレでBIG確定（右リールで1点7の取りこぼしはないためREG時はどこを狙っても揃う）

なお、集中役のリーチ目や、集中役を告知するランプ、システムはない

## 類似機種
シングルボーナスを12枚小役として登場させたAタイプの『トリプルセブンA』や、7絵柄の数をそのまま数字に置き換えた『ドリームバー』が発売された。『トリプルセブンA』はBIG中にヨーロッパの『ファイナル・カウントダウン』が流れる。また7点以上でBIGとなることを利用した裏モノが一部で出回った。（8点BIGを確変BIG、7点BIGを通常BIGとして搭載、8点BIG後は2回ループの確変へ突入する）